# Delima (Pekanbaru)
Delima is een bestuurslaag in het regentschap Pekanbaru van de provincie Riau, Indonesië. Delima telt 31.008 inwoners (volkstelling 2010).